# Roxette
Roxette var en svensk popduo, som bestod af Per Gessle (født 12. januar 1959 i Halmstad, Halland) og Marie Fredriksson (født 30. maj 1958 i Össjö, Skåne - død 9. december 2019 i Djursholm, Uppland). Duoen blev dannet i 1986, og har efter sigende solgt over 75 millioner plader på verdensplan.
Gruppen spiller en meget ligefrem popmusik med gode hooks og iørefaldende melodier. Ved siden af ABBA er gruppen Sveriges største internationale musiknavn igennem tiderne med et pladesalg over hele verden.
Sideløbende med Roxette og i duoens pauser arbejdede de begge med andre projekter. Således gendannede Per Gessle i 1994 gruppen Gyllene Tider i forbindelse med et støttealbum for Rädda Barnen. Gruppen indspillede en sang dertil, ligesom Marie Frederiksson gjorde som solist.
Ud over de mange plader og projekter har Per Gessle gennem årene leveret sange til mere end 50 svenske kunstnere, bl.a. Sha-Boom, Carola og Monica Törnell. Marie Fredriksson har medvirket som korsangerinde på plader for et utal af svenske kunstnere.

## Diskografi
- Heartland (1984) (US EP)
- Pearls of Passion (1986)
- Look Sharp! (1988)
- Joyride (1991)
- Tourism (1992)
- Crash! Boom! Bang! (1994)
- Don't Bore Us, Get to the Chorus! (Greatest hits compilation) (1995)
- Have a Nice Day (1999)
- Room Service (2001)
- Greatest Hits (2011)
- Charm School (2011)
- Travelling (2012)
- Good Karma (2016)